# Stuttgart Indoor 1980
Lo Stuttgart Indoor 1980 è stato un torneo di tennis giocato sul sintetico indoor. È stata la 2ª edizione dello Stuttgart Indoor, che fa parte del Volvo Grand Prix 1980. Si è giocato a Stoccarda in Germania, dal 10 al 16 marzo 1980.

## Campioni

### Singolare
Tomáš Šmíd ha battuto in finale  Mark Cox con il punteggio di 6–1 6–3 5–7 1–6 6–4

### Doppio
Wojciech Fibak /  Tomáš Šmíd hanno battuto in finale  Tim Mayotte /  Larry Stefanki con il punteggio di 6–4, 7–6